# Cyclomia uniseriata
Cyclomia uniseriata là một loài bướm đêm trong họ Geometridae.